# Schloss Höhenrain

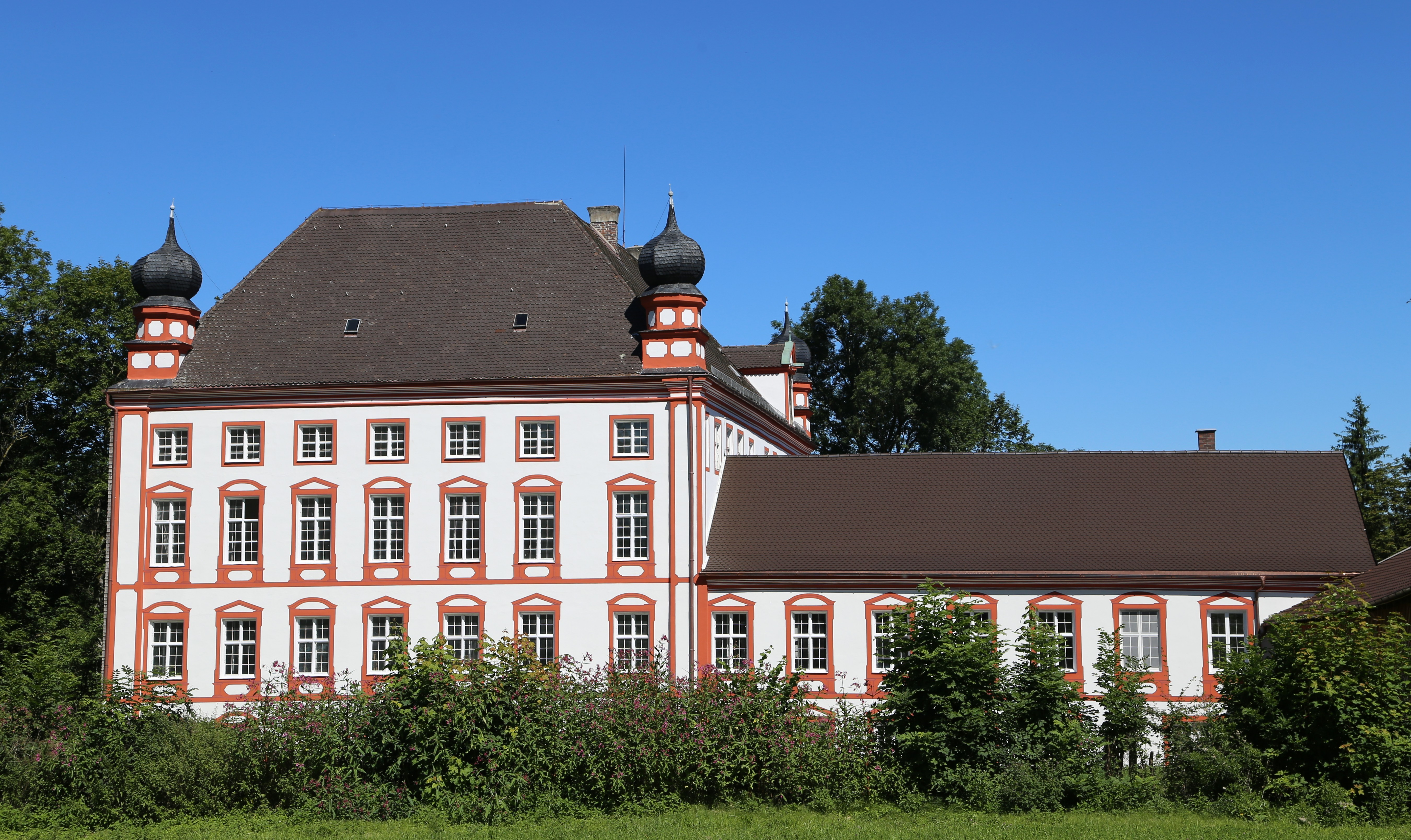
Schloss Höhenrain

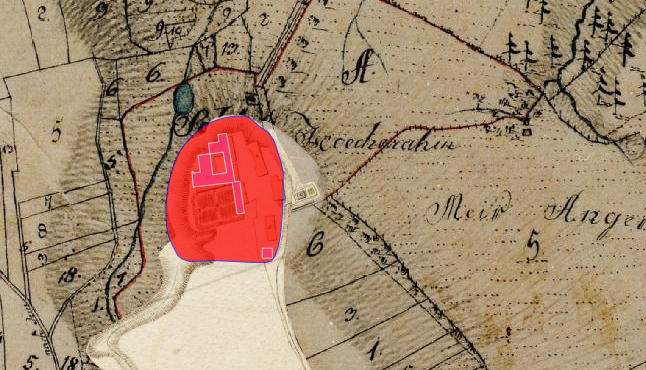
Lageplan von Schloss Höhenrain auf dem Urkataster von Bayern

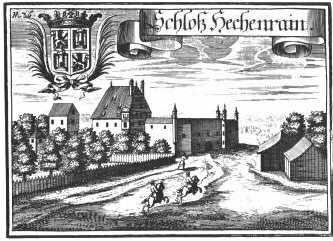
Schloss Höhenrain nach einem Stich von Michael Wening (1750)

Schloss Höhenrain, auch Schloss Großhöhenrain genannt, liegt bei Großhöhenrain, einem Gemeindeteil der Gemeinde Feldkirchen-Westerham im Landkreis Rosenheim in Bayern. Die Anlage ist unter der Aktennummer D-1-87-130-26 als Baudenkmal verzeichnet. „Untertägige mittelalterliche und frühneuzeitliche Befunde im Bereich von Schloss Höhenrain und seiner Vorgängerbauten“ werden zudem als Bodendenkmal unter der Aktennummer D-1-8037-0073 geführt.

## Geschichte
Die Schlossanlage hat sich aus einer mittelalterlichen Burg entwickelt. Von etwa 1000 bis 1487 war es im Besitz des Geschlechts der Höhenrainer. 1483 ererbte Georg von Höhenrain die Grafschaft Hohenwaldeck von seinem Onkel mütterlicherseits, starb aber bereits 1487 als letzter seines Stammes. Durch Wilhelm IV. von Bayern kam es 1544 an das Geschlecht der Taufkircher wohl bis um 1600, denn 1624 vergab der Geheime Hofrat Wilhelm Jocher von Egersperg das Anwesen an seinen Bruder Karl und dessen Kinder. Durch Heirat kam es in die Hände der Khuen von Belasy auf Schloss Kammer. Ab 1720 ließ Johann Georg von Messerer die alte Anlage Hechenrain in ein herrschaftliches Schloss umbauen. Sein (einziger) Stiefsohn war Joseph Anton von Kern († 1749).
Nach mehreren Besitzerwechseln (prominenter Gläubiger war u. a. Johann Nepomuk Sepp) und völligem Verfall erwarb 1917 der Münchner Verein für Ferienkolonien das Schloss. Später nutzte man es als Kinderheim. 1977 erwarb der Münchner Cellist Paul Holzfurthner das Anwesen und renovierte das Schloss. Um es erhalten zu können, vermietete er Räumlichkeiten an Antikhändler für Ausstellungen und eröffnete eine Schlossgaststätte. Im Rittersaal mit einer prächtigen Stuckdecke von Johann Baptist Zimmermann (renoviert 1983) fanden Schlosskonzerte statt. Die sehr gut erhaltene Anlage befindet sich seit 2015 in Privatbesitz. Steilwalmdach und Erkertürme mit Zwiebeldächern prägen den Gesamteindruck.